# Decamerotico

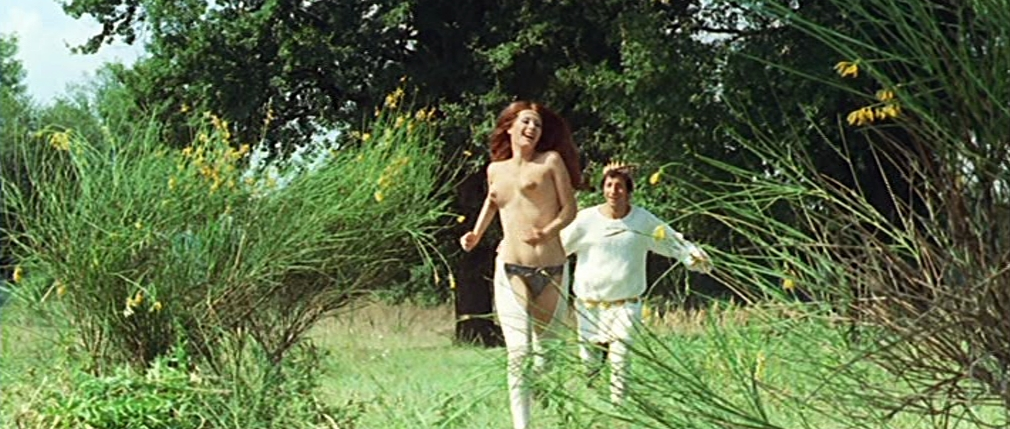
Edwige Fenech e Pippo Franco in Quel gran pezzo dell'Ubalda tutta nuda e tutta calda (1972) di Mariano Laurenti

Il termine decamerotico (o commedia boccaccesca) viene comunemente usato per raggruppare e descrivere un genere cinematografico costituito da film caratterizzati da uno sfondo erotico che non sconfinava nella pornografia, ambientati di solito nell'Italia tardo-medioevale, caratterizzati dalla narrazione di avventure sessuali che coinvolgevano il clero, l'aristocrazia, o il semplice popolo. Il filone ebbe inizio in Italia con un genere filmico più colto alla fine degli anni '60 del Novecento, per poi prendere un particolare impulso agli inizi degli anni '70.

## Storia
Le origini del genere cinematografico definito come "decamerotico" si possono ricondurre alla temperie della rivoluzione sessuale, con la voglia di portare sul grande schermo il tema dell'eros, visto come espressione artistica e non come volgarità.
I primi passi del genere decamerotico, ancora in nuce, vengono fatti risalire a La mandragola di Alberto Lattuada, regista che ne fu, di fatto, il primo precursore e che per questo motivo, pur non contenendo scene attinenti alla pornografia, ma unicamente alla sfera dell'eros, incorse nei tagli della censura cinematografica, pur riscuotendo un buon successo di critica e riprendendo sostanzialmente un'opera scritta di Niccolò Machiavelli. A questo successo fece seguito nel 1966 Le piacevoli notti di Armando Crispino e Luciano Lucignani, anch'esso ascrivibile al genere decamerotico "colto".
Il genere esplose e si ramificò in maniera più completa a partire dal decennio successivo e precisamente si esplicò in una cinquantina di film realizzati in Italia tra il 1972 e il 1976; l'apice produttivo del filone fu il 1972, quando furono distribuite in Italia oltre trenta pellicole solo su questo tema di cui la più famosa fu indubbiamente Quel gran pezzo dell'Ubalda tutta nuda e tutta calda di Mariano Laurenti (1972), con Pippo Franco, Edwige Fenech e Karin Schubert, uno dei capostipiti del genere che riscosse un successo straordinario, soprattutto per merito del suo leggendario titolo. La diffusione di questo genere cinematografico è da ricondursi all'inaspettato successo popolare che ebbero, nei primi anni 1970, tre film di Pier Paolo Pasolini appartenenti alla cosiddetta "trilogia della vita":
- Il Decameron (1971)
- I racconti di Canterbury (1972)
- Il fiore delle Mille e una notte (1974)

Essi raffiguravano scene di vita condite da corpi seminudi e scene di sesso che, seppur oggi possono considerarsi innocenti, all'epoca suscitarono scandalo e allo stesso tempo portarono buoni incassi al botteghino.
Dal successo dei film pasoliniani alcuni registi contemporanei presero spunto per girare film comico-erotici di ambientazione storica, di minore impegno artistico (spesso b-movie), che oggi generalmente vengono collocati all'interno del macrofilone della commedia erotica all'italiana.

## Filmografia principale

Barbara Bouchet in Una cavalla tutta nuda (1972)

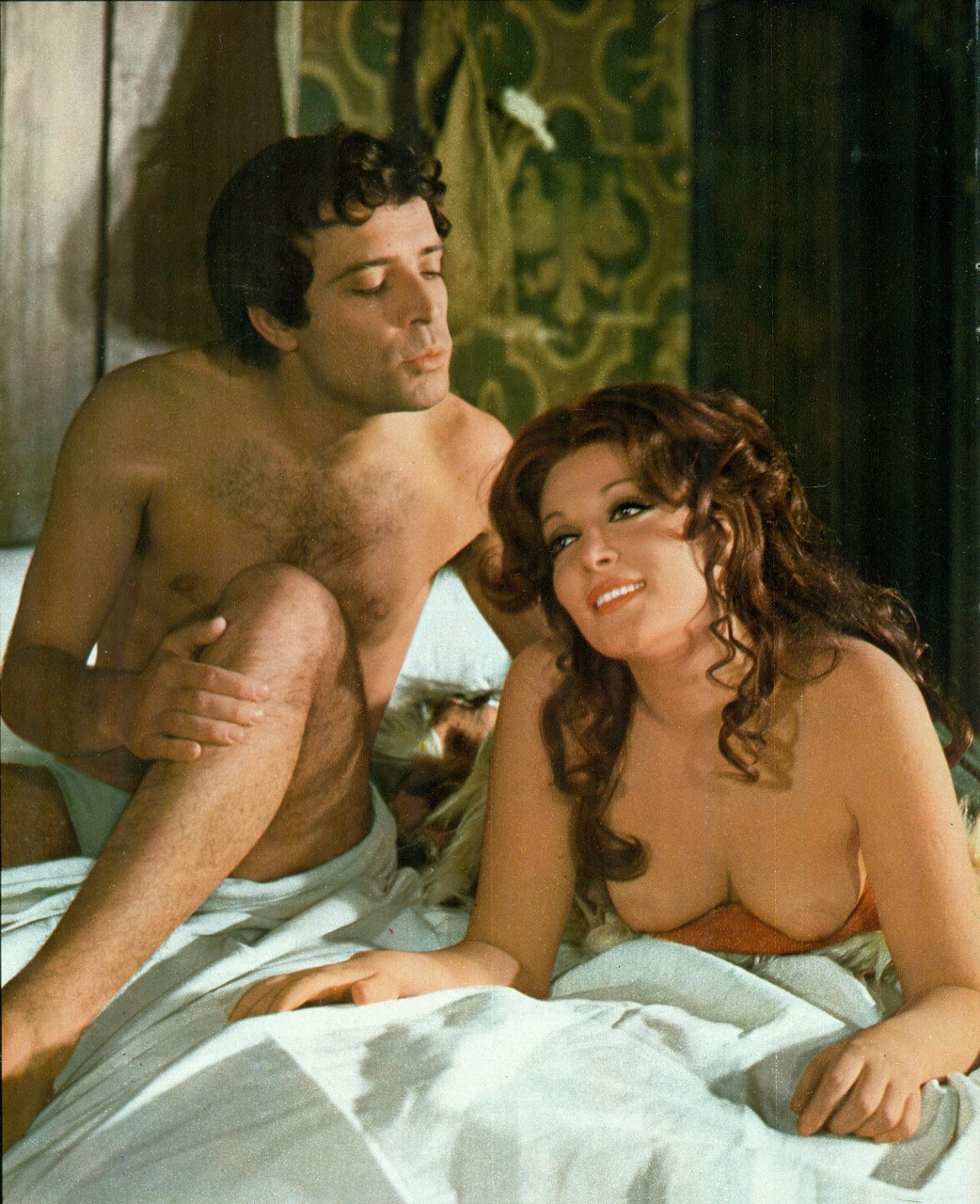
Enrico Montesano e Isabella Biagini in Boccaccio (1972)

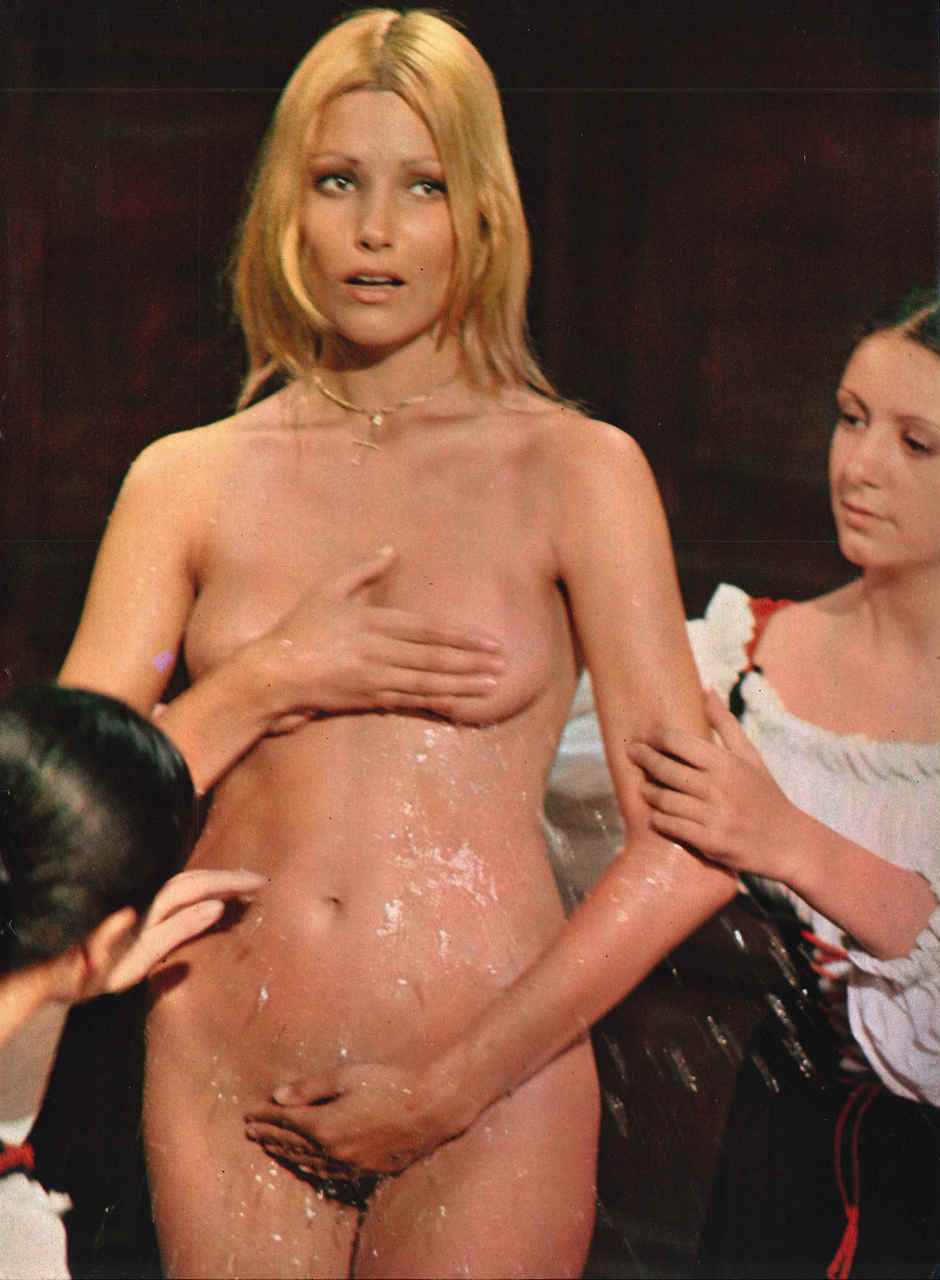
Janet Agren in Racconti proibiti... di niente vestiti (1972) di Brunello Rondi

Antesignani del genere decamerotico si ricordano:
- La mandragola di Alberto Lattuada (1965)
- Le piacevoli notti di Armando Crispino e Luciano Lucignani (1966)
- L'arcidiavolo di Ettore Scola (1966)

Tra le altre opere appartenenti al filone cinematografico decamerotico si possono citare:
- Quel gran pezzo dell'Ubalda tutta nuda e tutta calda di Mariano Laurenti (1972)
- Una cavalla tutta nuda di Franco Rossetti (1972)
- Boccaccio di Bruno Corbucci (1972)
- Canterbury proibito di Italo Alfaro (1972)
- Decameron nº 2 - Le altre novelle del Boccaccio di Mino Guerrini (1972)
- Decameron nº 3 - Le più belle donne del Boccaccio di Italo Alfaro (1972)
- Decameron nº 4 - Le belle novelle del Boccaccio di Paolo Bianchini (1972)
- Le calde notti del Decameron di Gian Paolo Callegari (1972)
- Decameroticus di Pier Giorgio Ferretti (1972)
- Quando le donne si chiamavano madonne di Aldo Grimaldi (1972)
- Sollazzevoli storie di mogli gaudenti e mariti penitenti - Decameron nº 69 di Aristide Massaccesi (1972)
- ...e si salvò solo l'Aretino Pietro, con una mano davanti e l'altra dietro... di Silvio Amadio (1972)
- Le notti peccaminose di Pietro l'Aretino di Manlio Scarpelli (1972)
- Fiorina la vacca di Vittorio De Sisti (1972)
- Fratello homo sorella bona - Nel Boccaccio superproibito di Mario Sequi (1972)
- Il Decamerone proibito di Carlo Infascelli (1972)
- Decameron proibitissimo (Boccaccio mio statte zitto) di Marino Girolami (1972)
- La bella Antonia, prima monica e poi dimonia di Mariano Laurenti (1972)
- Le mille e una notte all'italiana di Carlo Infascelli (1972)
- Novelle galeotte d'amore di Antonio Margheriti (1972)
- Decamerone '300 di Renato Savino (1972)
- Metti lo diavolo tuo ne lo mio inferno di Bitto Albertini (1972)
- Racconti proibiti... di niente vestiti di Brunello Rondi (1972)
- I racconti romani di una ex novizia di Pino Tosini (1972)
- L'Aretino nei suoi ragionamenti sulle cortigiane, le maritate e... i cornuti contenti di Enrico Bomba (1972)
- Beffe, licenzie et amori del Decamerone segreto di Walter Pisani (1972)
- Confessioni segrete di un convento di clausura..., regia di Luigi Batzella (1972)
- Riti, magie nere e segrete orge nel trecento, regia di Renato Polselli (1973)
- ...e continuavano a mettere lo diavolo ne lo inferno di Bitto Albertini (1973)
- Fra' Tazio da Velletri, di Romano Gastaldi e Joe D'Amato (1973)
- Novelle licenziose di vergini vogliose di Joe D'Amato (1973)
- I racconti di Viterbury - Le più allegre storie del '300 di Mario Caiano, con Rosalba Neri (1973)
- I giochi proibiti de l'Aretino Pietro di Piero Regnoli (1973)
- Storie scellerate di Sergio Citti (1973)
- Canterbury n° 2 - Nuove storie d'amore del '300 di John Shadow (1973)
- Il tuo piacere è il mio di Claudio Racca (1973)